# Adolph-Kolping-Denkmal (Giesel)

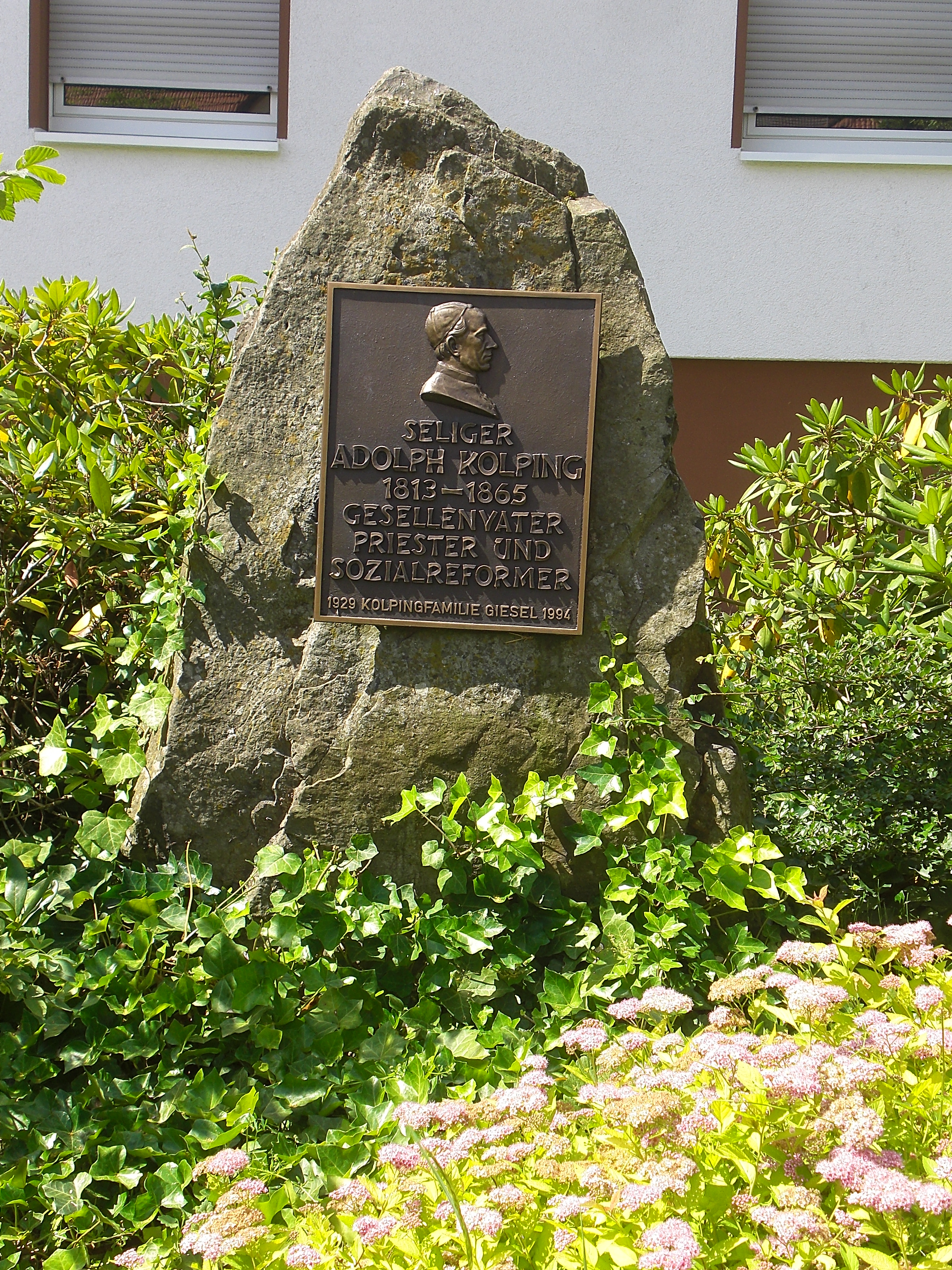
Die Relieftafel des Denkmals

Das Adolph-Kolping-Denkmal in Giesel ist ein Gedenkstein für den Priester Adolph Kolping.

## Geographische Lage
Das Denkmal für den katholischen Priester und Begründer des Kolpingwerkes Adolph Kolping (1813–1865) steht in einer Denkmalanlage vor dem Jugendheim in Giesel in der Laurentiusstraße 36 im osthessischen Landkreis Fulda.

## Denkmal

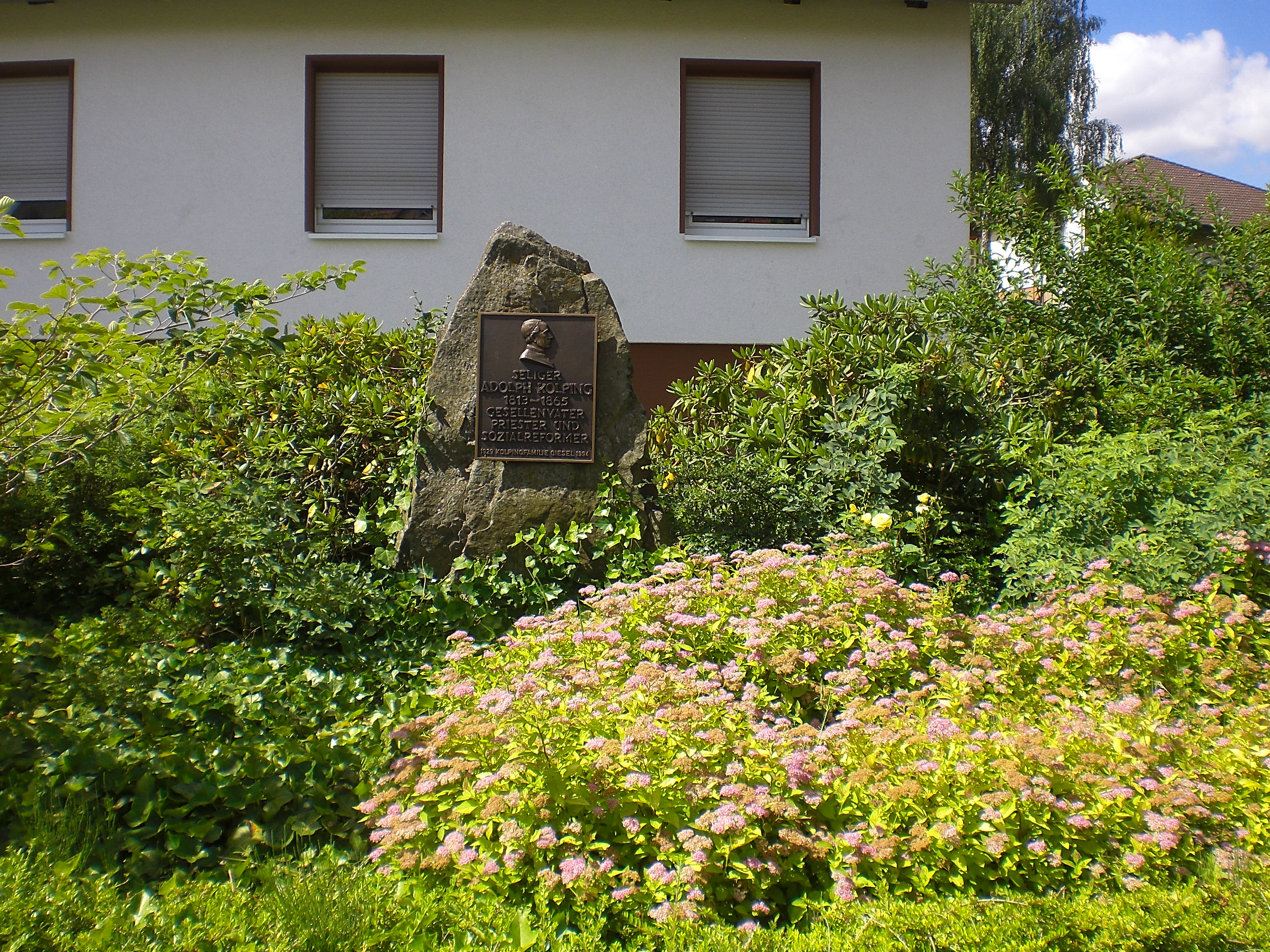
Denkmalanlage Giesel

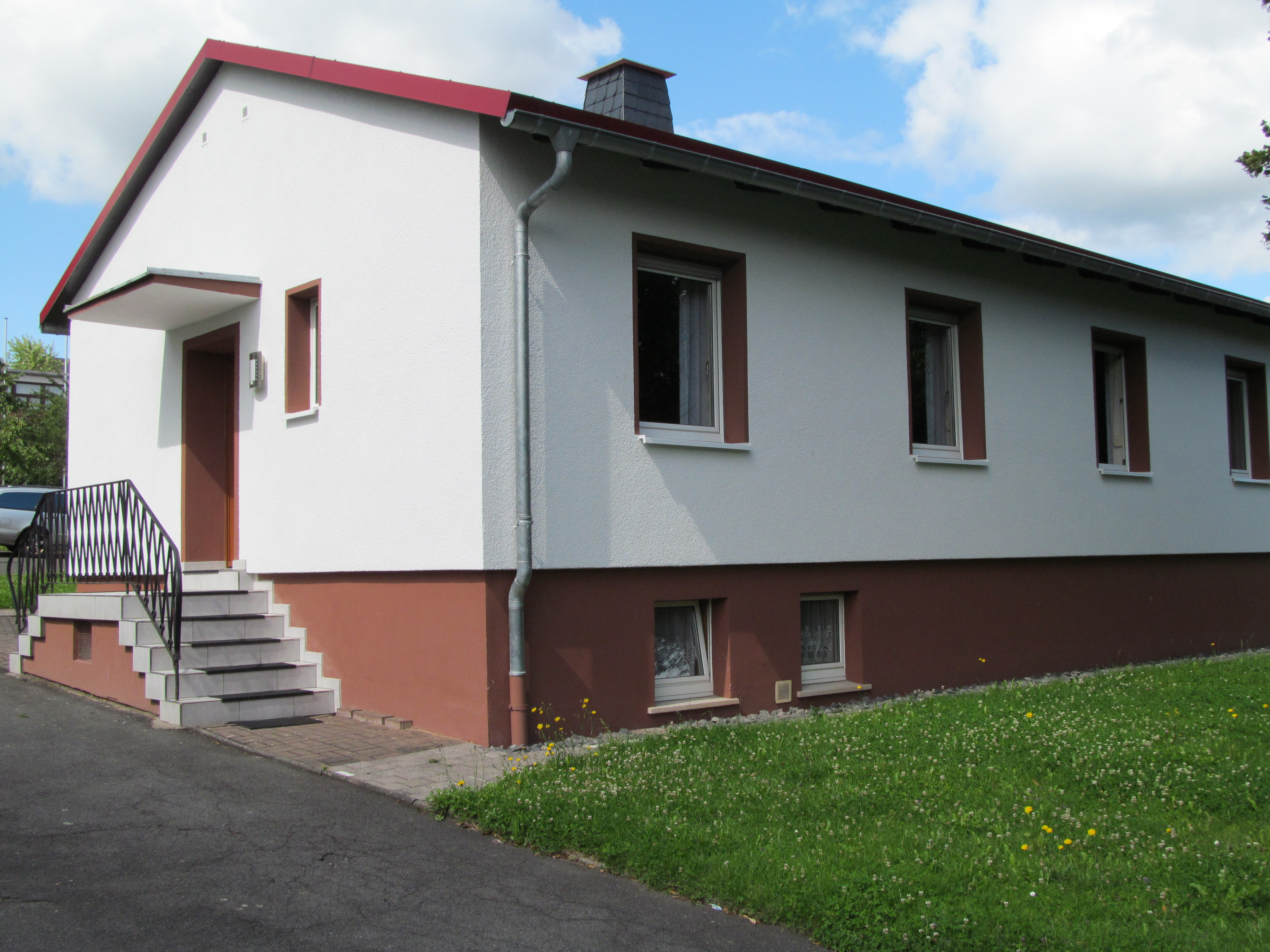
Das 1958 errichtete Jugendheim

Es zeigt den sozial engagierten und am 27. Oktober 1991 von Papst Johannes Paul II. in Rom seliggesprochen Priester und Sozialreformer. Die Römisch-katholische Kirche feiert den Gedenktag Adolph Kolpings am 4. Dezember.
Die Gedenktafel des Denkmals zeigt den seligen Adolph Kolping auf einem Reliefbildnis auf einem Basaltsteinfindling aus dem Steinbruch Schrimpf in Mittelkalbach mit folgender Inschrift: „Seliger Adolph Kolping 1813 - 1865 - Gesellenvater, Priester und Sozialreformer - 1929 Kolpingsfamilie Giesel 1994 “.

## Grund der Errichtung
Das Denkmal wurde anlässlich des 65-jährigen Bestehens der örtlichen Kolpingsfamilie in Giesel drei Jahre nach der Seligsprechung 1994 unter dem damaligen Vorsitzenden Theo Schnell errichtet.
Im angrenzenden Jugendheim Giesel finden die Veranstaltungen der Pfarrei St. Laurentius Giesel, der Kfd und der Kolpingfamilie regelmäßig statt.